# Roman Maximowitsch Iwanow
Roman Maximowitsch Iwanow (russisch Роман Максимович Иванов; * 12. Februar 1984 in Krasnodar) ist ein ehemaliger russischer Handballspieler.

## Karriere
Roman Iwanow stand ab 2004 im Kader des russischen Erstligisten Medwedi Tschechow, mit dem er 2005, 2006, 2007, 2008, 2009 und 2010 die Super League gewann. Im Europapokal der Pokalsieger triumphierte der 1,81 m große rechte Außenspieler in der Spielzeit 2005/06. In den übrigen Jahren nahm er an der EHF Champions League teil, wobei er mit Tschechow 2009/10 das Final Four in Köln erreichte.
Mit der russischen Nationalmannschaft nahm Iwanow an der Weltmeisterschaft 2009 teil. Dort warf er zehn Tore in acht Spielen und belegte mit Russland den 16. Platz. Insgesamt bestritt er mindestens 19 Länderspiele, in denen er 22 Tore erzielte.